# La Luz (trolebús de Quito)
La Luz es la trigésimo novena parada del Corredor Trolebús, al norte de la ciudad de Quito. Se encontrará ubicada sobre la avenida Galo Plaza Lasso, intersección con Montalvo, en la parroquia de La Luz.
Tomará su nombre por el aledaño sector La Luz, su iconografía representativa será un candelabro con una lumbre que significará la luz y la vida, conexión con los alimentadores, hacia la terminal El Labrador servirá a unos 500 usuarios al día.
- Datos: Q56377946